# Ivanyukita-Na
La ivanyukita-Na és un mineral de la classe dels silicats. Rep el nom en honor del mineralogista i petròleg rus Gregory Yur'evich Ivanyuk, cap del Laboratori de Sistemes Minerals Autònoms de l'Institut Geològic del Centre de les Ciències de Kola, de l'Acadèmia Russa de les Ciències.

## Característiques
La ivanyukita-Na és un nesosilicat de fórmula química Na₂[Ti₄O₂(OH)₂(SiO₄)₃](H₂O)₆. Cristal·litza en el sistema isomètric. Va ser aprovada com a espècie vàlida per l'Associació Mineralògica Internacional l'any 2007. La seva duresa a l'escala de Mohs és 4. No és una espècie anàloga a la resta de minerals del grup, ja que la quantitat d'anions d'aigua, òxid i hidròxid varien.
La ivanyukita-Na-C i la ivanyukita-Na-T són politips d'aquesta espècie.

## Formació i jaciments
Va ser descoberta al mont Koaixva, al massís de Khibini, situat a l'óblast de Múrmansk, dins el districte Federal del Nord-oest, a Rússia, on sol trobar-se associada a altres minerals com: vinogradovita, sazykinaïta-(Y), natrolita, microclina i djerfisherita. Es tracta de l'únic indret on ha estat descrita aquesta espècie mineral.